# Danh sách kênh truyền hình của VTC
Đài Truyền hình Kỹ thuật số VTC hay Đài Truyền hình Kỹ thuật số Việt Nam, gọi tắt là VTC, là một đài truyền hình thành viên của Đài Tiếng nói Việt Nam (trước đây thuộc Tổng công ty Truyền thông đa phương tiện VTC) hoạt động từ năm 2004 đến năm 2025 thì dừng phát sóng nhằm chuyển giao nhiệm vụ, chức năng về Đài Truyền hình Việt Nam (VTV) theo Nghị quyết 18 của Bộ Chính trị và Kế hoạch 141 của Chính phủ về việc sắp xếp, tinh gọn tổ chức bộ máy. Bài này viết về các kênh truyền hình đã từng phát sóng của VTC.

## Các kênh truyền hình quảng bá, miễn phí
| Kênh  | Nội dung                                             | Định dạng | Ngày bắt đầu phát sóng          | Ngày dừng phát sóng | Ghi chú | Hợp tác phát triển |
| ----- | ---------------------------------------------------- | --------- | ------------------------------- | ------------------- | --- | --- |
| VTC1  | Kênh Thời sự, Chính trị, Tổng hợp                    | HD 16:9   | 2/9/2004 (SD)                   | 15/1/2025           | VTC1 phát sóng chính thức từ ngày 2 tháng 9 năm 2004. Đây là kênh truyền hình quan trọng hàng đầu trong chiến lược phát triển của Đài, là một trong bảy kênh truyền hình thiết yếu của quốc gia và được phủ sóng toàn quốc trên tất cả các hạ tầng truyền dẫn phổ biến. Trong những năm đầu phát sóng, VTC1 mang nội dung chính là kênh truyền hình tổng hợp với các chương trình giải trí, các bản tin, chương trình chuyên đề, với thời lượng ban đầu từ 17 giờ đến 0 giờ ngày hôm sau, sau đó tăng dần thời lượng phát sóng trong những năm tiếp theo. Kênh đã từng dành một phần thời lượng phát sóng các chương trình liên kết sản xuất với Alatca Media từ năm 2009 đến 2011. Từ ngày 22 tháng 8 năm 2012, VTC1 được Chính phủ chọn là một trong những kênh truyền hình thiết yếu của quốc gia. Kể từ đây đã có sự thay đổi về mặt nội dung khi kênh tập trung sản xuất các bản tin, chương trình chính luận hấp dẫn và trở thành Kênh Thời sự - Chính trị - Tổng hợp từ đó đến nay. Ngoài ra, kênh còn dành thêm thời lượng phát sóng các chương trình văn hóa, thể thao, giải trí phục vụ thêm nhu cầu của khán giả. | 2009 - 2011: Hợp tác với Alatca Media. |
| VTC2  | Kênh Khoa học, Công nghệ và Đời sống                 | SD 16:9   | 19/8/2004                       | 15/1/2025           | VTC2 lên sóng từ ngày 19 tháng 8 năm 2004, ban đầu là kênh Phim truyện & thể thao. Từ tháng 5/2008, kênh được chuyển đổi nội dung thành kênh Khoa học, công nghệ và đời sống (thay thế cho kênh VTC5 trước đây). Trong giai đoạn từ 1/11/2019 - 16/8/2020, kênh được liên kết hợp tác với Reidius Media và Vietnam Silicon Valley Accelerator phát triển thương hiệu Reidius TV. | |
| VTC3  | Kênh thể thao, văn hóa, giải trí                     | HD 16:9   | 1/11/2006                       | 15/1/2025           | VTC3 chính thức ra mắt khán giả cả nước từ ngày 1/11/2006 với format ban đầu là một kênh truyền hình chuyên biệt về thể thao. Từ ngày 1/5/2016, kênh mở rộng nội dung thành kênh Thể thao - Văn hoá. VTC3 cũng là kênh truyền hình thể thao đầu tiên tại Việt Nam phát sóng phiên bản chuẩn HD từ ngày 19 tháng 1 năm 2011 dưới tên gọi VTC HD Thể thao (nay là VTC3 HD) | 17/6/2019 - 27/10/2019: Phát sóng một số chương trình liên kết với Công ty Cổ phần Nghe nhìn Toàn cầu (AVG). 15/6/2020 - 31/5/2021: Hợp tác với VTVCab và Next Media phát triển thương hiệu On Sports. |
| VTC4  | Kênh Thời trang và Cuộc sống                         | HD 16:9   | 31/3/2007                       | 15/1/2025           | VTC4 là kênh truyền hình chuyên biệt về Thời trang & Cuộc sống đầu tiên tại Việt Nam, lên sóng từ ngày 31/3/2007. Từ năm 2008, kênh được chuyển giao cho Trung tâm Đài Truyền hình Kỹ thuật số VTC tại Thành phố Hồ Chí Minh quản lý về mặt nội dung và từ ngày 1/1/2010, kênh được liên kết hợp tác với Công ty cổ phần Tập đoàn Yeah1, phát triển thương hiệu Yeah1 Family. Từ ngày 1/4/2020, do phía đối tác thay đổi chiến lược kinh doanh, kênh được trả lại cho VTC. | |
| VTC5  | Kênh Giải trí tổng hợp                               | HD 16:9   | 1/6/2008 (SD) 30/5/2017 (HD)    | 15/1/2025           | VTC5 bắt đầu lên sóng thử nghiệm từ ngày 1/8/2006, và chính thức lên sóng từ ngày 17/7/2007, ban đầu là kênh truyền hình chuyên biệt về Công nghệ thông tin và truyền thông. Từ tháng 5/2008, kênh được chuyển đổi nội dung thành kênh Giải trí tổng hợp, các chương trình của kênh VTC5 được chuyển sang kênh VTC2. Sau đó, kênh được liên kết hợp tác sản xuất với nhiều đối tác khác nhau. Cụ thể: - Từ 5/6/2009 - cuối năm 2011: Hợp tác với Công ty Cổ phần truyền thông Việt Nam phát triển thương hiệu VBC. - Từ 15/12/2015 - 9/4/2017: Hợp tác với SCTV phát triển thương hiệu Sofa TV. - Từ 10/4/2017 - 1/7/2018: Hợp tác với SCTV và CJ Entertainment & Media (Hàn Quốc) phát triển thương hiệu tvBlue. - Từ 2/7/2018 - 15/1/2025: Kênh được trả lại cho SCTV. | |
| VTC6  | Kênh Văn hóa, Nghệ thuật, Kinh tế - Hội nhập         | HD 16:9   | 3/1/2007 (SD) ??/??/2022 (HD)   | 15/1/2025           | VTC6 ban đầu là Kênh Phim truyện tổng hợp với nội dung chủ yếu là các bộ phim nước ngoài được thuyết minh hoặc lồng tiếng Việt, các bộ phim hoạt hình dành cho thiếu nhi. Kênh được lên sóng chính thức từ 3 tháng 1 năm 2007. Từ cuối tháng 11 năm 2009, kênh được quy hoạch lại là Kênh Phim truyện Việt Nam với nội dung chủ yếu là các bộ phim truyện Việt Nam, sân khấu, phim tài liệu, v.v. Từ năm 2016 đến hết năm 2018, kênh được hợp tác với SCTV, phát sóng một số chương trình của SCTV và Trung tâm THVN tại Cần Thơ. Từ ngày 1 tháng 1 năm 2019 đến khi dừng phát sóng, kênh được Đài VTC định hướng với nội dung mới là kênh truyền hình chuyên biệt về Văn hóa - Nghệ thuật - Kinh tế - Hội nhập. | - 14/2/2011 - 8/2014: Hợp tác với Công ty Cổ phần Công nghệ Viễn thông Sài Gòn phát triển thương hiệu Saigon Channel - 2016 - 2018: Hợp tác với SCTV. |
| VTC7  | Kênh Giải trí tổng hợp                               | HD 16:9   | ??/12/2007 (SD) 24/10/2017 (HD) | 14/1/2025           | VTC7 lên sóng từ khoảng cuối năm 2007, ban đầu kênh chỉ phát sóng thử nghiệm các chương trình của VTC và trực tiếp một số sự kiện thể thao. Từ ngày 19/7/2008 đến 14/1/2025, kênh được liên kết hợp tác với Công ty cổ phần Quốc tế truyền thông (IMC) phát triển thương hiệu TodayTV. | |
| VTC8  | Kênh Thông tin, giải trí tổng hợp Nam Bộ             | SD 16:9   | 15/3/2009                       | 15/1/2025           | VTC8 ban đầu là kênh Kinh tế - Tài chính VITV, phát sóng đến ngày 29 tháng 4 năm 2013. Đến ngày 5 tháng 6 năm 2015 trở thành kênh giải trí tổng hợp. Từ ngày 1 tháng 1 năm 2018, được định hướng là kênh truyền hình chuyên biệt về Kinh tế, Đời sống, Xã hội. Từ ngày 5 tháng 8 năm 2020, kênh được chuyển giao lại cho Đài Truyền hình Kỹ thuật số VTC quản lý. Từ cuối tháng 12 năm 2020 đến 29/1/2021, kênh sản xuất các chương trình mới liên quan đến đại hội Đảng toàn quốc lần thứ XIII. Từ năm 2021 cho đến khi dừng phát sóng, nội dung kênh VTC8 chủ yếu phát lại các chương trình của VTC1, VTC2, VTC3, VTC6, VTC9, VTC10, VTC14, VTC16, VTC Now. Ngoài ra, VTC8 vẫn tiếp tục phát trực tiếp các trận đấu bóng đá và một số sự kiện chính luận, kinh tế, văn hóa, thể thao và giải trí do Đài Truyền hình Kỹ thuật số VTC và Đài Tiếng nói Việt Nam phát sóng. | - 15/3/2009 - 29/4/2013: Tập đoàn VIT hợp tác với Đài Truyền hình Kỹ thuật số VTC (cùng với Công ty TNHH Truyền hình cáp Saigontourist và Công ty cổ phần Truyền hình cáp Hà Nội) phát triển thương hiệu VITV. - 5/6/2015 - 31/12/2017: Hợp tác với View Media phát triển thương hiệu ViewTV. - 1/1/2018 - 5/8/2020: Phát sóng một số chương trình liên kết với Công ty Cổ phần View Media. |
| VTC9  | Kênh Văn hóa, xã hội, giải trí                       | HD 16:9   | 25/7/2008 (SD) 25/12/2017 (HD)  | 15/1/2025           | Tiền thân là kênh VTC Olympic, lên sóng từ ngày 25/7/2008 nhằm phục vụ tường thuật trực tiếp các sự kiện trong khuôn khổ Thế vận hội Mùa hè 2008. Từ ngày 27/9/2008, kênh VTC9 được đổi mới, trở thành kênh Văn hóa, Xã hội, Giải trí, hợp tác với Công ty truyền thông đa phương tiện Lasta, phát triển thương hiệu Let's Viet. Từ ngày 1/1/2018, kênh được trả lại cho VTC. | |
| VTC10 | Kênh Văn hóa Việt                                    | HD 16:9   | 1/1/2008 (SD) 30/10/2022 (HD)   | 15/1/2025           | Trước đây kênh VTC10 là kênh truyền hình âm nhạc tương tác iMusic (về sau đổi thành iTV), phát sóng thử nghiệm từ 1 tháng 1 năm 2008. Từ ngày 1 tháng 8 năm 2008, kênh được quy hoạch lại là Kênh truyền hình chuyên biệt về Văn hóa Việt, tên thương hiệu Vsky, logo chữ màu cam (nội dung kênh iTV lúc này được chuyển sang kênh VTC13 và sau này là SCTV20), phát sóng 24/24h, phát mới 8/24h. Năm 2009, kênh bỏ tên Vsky, lấy tên Văn hóa Việt, phát mới buổi tối, phát sóng lại từ sáng đến trưa hôm sau. VTC10 phát sóng đa phương tiện Internet, Cáp, vệ tinh, truyền hình số mặt đất của VTC từ ngày 1 tháng 8 năm 2008, IPTV từ ngày 1 tháng 8 năm 2009. Năm 2012, kênh VTC10 đã được Chính phủ chọn là một trong những kênh truyền hình thiết yếu của quốc gia cùng các kênh VTC1, VTC14 và VTC16. Tuy nhiên từ năm 2017, theo Nghị định số 06/2016/NĐ-CP về quản lý, cung cấp và sử dụng dịch vụ phát thanh - truyền hình, kênh đã được đưa ra khỏi danh mục này. | 2010 - nay: Hợp tác với Netviet Multimedia phát triển thương hiệu NetViet. |
| VTC11 | Kênh thiếu nhi                                       | SD 16:9   | 1/2/2008 (SD)                   | 15/1/2025           | VTC11 là kênh truyền hình dành cho thiếu nhi, phát sóng từ ngày 1/2/2008. Từ ngày 28/5/2011, kênh được liên kết hợp tác với Công ty VTC Mobile (trực thuộc Tổng công ty truyền thông đa phương tiện VTC), phát triển thương hiệu KidsTV (sau này là Kids & Family TV). Từ ngày 1/7/2018, kênh được trả lại cho Đài VTC. | |
| VTC14 | Kênh chuyên biệt về Thời tiết, Môi trường & Đời sống | HD 16:9   | 1/12/2009                       | 15/1/2025           | VTC14. kênh truyền hình chuyên biệt về Thời tiết - Môi trường & Đời sống đầu tiên và duy nhất tại Việt Nam, phát sóng thử nghiệm từ ngày 1/12/2009, chính thức ra mắt khán giả cả nước từ ngày 1/1/2010, xuất phát từ thực tế biển đổi khí hậu và các hiện tượng thiên tai, thảm họa ngày càng gia tăng ở Việt Nam và trên thế giới. Năm 2012, kênh VTC14 đã được Chính phủ chọn là một trong 10 kênh truyền hình thiết yếu của quốc gia. Tuy nhiên từ năm 2017, kênh đã được đưa ra khỏi danh mục này. | |
| VTC16 | Kênh Nông nghiệp, Nông thôn, Nông dân                | HD 16:9   | 22/4/2010                       | 15/1/2025           | VTC16. kênh truyền hình chuyên biệt về Nông nghiệp - Nông thôn - Nông dân đầu tiên và duy nhất tại Việt Nam, chính thức ra mắt khán giả cả nước từ ngày 22/4/2010. Kênh hướng tới đối tượng khản giả là những người nông dân, nhà khoa học, nhà hoạch định chính sách, các doanh nghiệp và tổ chức có liên quan đến lĩnh vực nông nghiệp. Năm 2012, kênh VTC16 được Chính phủ lựa chọn là một trong 10 kênh truyền hình thiết yếu của quốc gia. Tuy nhiên từ năm 2017, kênh đã được đưa ra khỏi danh mục này. | |

### Các kênh truyền hình quảng bá khác
- VTC12
- VTC13

## Các kênh truyền hình trả tiền
- VTC HD1: Lên sóng cuối năm 2008, là một trong ba kênh truyền hình thuần Việt đầu tiên của VTC phát sóng theo định dang HDTV (cùng với VTC HD2 và VTC HD3). Đây là kênh giải trí tổng hợp, có nội dung khác hoàn toàn với kênh VTC1 (mặc dù có tiếp sóng các chương trình thời sự của kênh) và chỉ phát sóng trên các hệ thống truyền hình trả tiền. Từ năm 2014, kênh VTC HD1 trở thành VTC1 HD, nội dung giống kênh VTC1.
- VTC HD2: Lên sóng cùng thời điểm với VTC HD1 và VTC HD3, là kênh phim truyện tổng hợp, phát sóng các bộ phim truyền hình và điện ảnh Việt Nam cũng như nước ngoài. Sau đó, kênh được trưng dụng làm luồng HDTV của kênh Gem TV Asia, phát sóng các chương trình giải trí và phim truyện từ Hàn Quốc, Nhật Bản, Trung Quốc, v.v... Kênh xuống sóng vào ngày 26 tháng 1 năm 2016.
- VTC HD3: Phát sóng từ cuối năm 2008, là kênh truyền hình chuyên biệt về thời trang, văn hóa và âm nhạc. Kênh xuống sóng vào ngày 26 tháng 1 năm 2016.
- VTC HD4: Luồng phát thứ nhất của kênh ESPN HD, tức kênh Fox Sports 3 châu Á hiện nay. Kênh phát sóng trên hệ thống truyền hình độ nét cao của VTC. Kênh được thay thế bằng kênh VTC HD Thể thao.
- VTC HD5: Luồng HD của kênh National Geographic Channel châu Á, phát sóng trên hệ thống truyền hình vệ tinh VTC.
- VTC HD6: Luồng HD của kênh Fashion One (trước đó là kênh Fashion TV), phát sóng độc quyền trên hệ thống truyền hình số vệ tinh VTC.
- VTC HD7: Luồng HD của kênh CCTV-HD, Đài truyền hình trung ương Trung Quốc (nay là kênh CCTV-5+), phát sóng trên hệ thống truyền hình vệ tinh VTC. Trước đó, đây là kênh thông tin dịch vụ của VTC HD.
- VTC HD8: Luồng HD của kênh Luxe TV. Kênh phát sóng trên hệ thống truyền hình độ nét cao của VTC.
- VTC HD9: Kênh tổng hợp của VTC.
- VTC HD Thể thao: Lên sóng vào năm 2011, là kênh truyền hình thuần Việt thứ tư phát sóng dưới định dạng HDTV. Năm 2012, kênh được nâng cấp thành phiên bản HD của kênh VTC3.
- VTC HD VIP1: kênh giải trí tổng hợp thuần Việt của VTC[19], lên sóng năm 2010[20], phát sóng độc quyền trên gói kênh HD VIP của truyền hình số vệ tinh VTC Digital.[21]
- VTC HD VIP2: Là luồng kênh thứ hai của kênh ESPN HD (nay là kênh Fox Sports 3 châu Á) trên truyền hình vệ tinh VTC Digital. Kênh được phát sóng độc quyền trên gói kênh VIP của truyền hình độ nét cao VTC.
- VTC HD VIP3: Là luồng HD của kênh truyền hình HBO châu Á, phát độc quyền trên gói VIP của truyền hình độ nét cao VTC Digital.
- VTC HD VIP4: Là luồng HD của kênh truyền hình âm nhạc tương tác ITV. Kênh được phát sóng độc quyền trên gói kênh VIP của truyền hình độ nét cao VTC.
- VTC 3D: Là dịch vụ truyền hình 3D của Đài Truyền hình VTC, phát sóng thử nghiệm từ năm 2010. Kênh phát sóng vào khung giờ tối trên kênh VTC HD3.
- VTC 4K: Từ ngày 21/06/2017, VTC đã triển khai phát sóng miễn phí một số chương trình được sản xuất với độ nét siêu cao, theo tiêu chuẩn Ultra HD – 4K trên hệ thống truyền hình số mặt đất DVB-T2, phủ sóng các tỉnh và thành phố: Hà Nội, Hải Phòng, Thái Bình, Sơn La, Nghệ An, Hà Tĩnh, Đà Nẵng, Phú Quốc, Cần Thơ, Long An, Thanh Hóa và Bình Dương cùng với các tỉnh lân cận. Các chương trình này được phát trên kênh truyền hình độ nét cao VTC HD1 4K. Tối 30/11/2017, Đài Truyền hình kỹ thuật số VTC kết thúc giai đoạn đầu của lộ trình phát sóng truyền hình 4K tại Việt Nam sau hơn 5 tháng thử nghiệm kỹ thuật thành công.[22]
- VTC Cable (CEC): Là dịch vụ truyền hình cáp kỹ thuật số của VTC, do Tổng Công ty VTC phối hợp với Công ty Điện ảnh & Truyền hình cáp Việt Nam tiến hành từ những năm 2009 - 2012. Từ năm 2012, sau khi công ty CEC bán lại cho Đài Truyền hình Việt Nam và bàn giao về Trung tâm Kỹ thuật truyền hình cáp (VCTV) quản lý, thì dịch vụ của VTC Cable - CEC cũng chấm dứt hoạt động.